# Camenta lydenburgiana
Camenta lydenburgiana är en skalbaggsart som beskrevs av Louis Albert Péringuey 1904. Camenta lydenburgiana ingår i släktet Camenta och familjen Melolonthidae. Inga underarter finns listade.